# Земовит (син П'яста)
Земовит, або Семови́т (пол. Siemowit, Ziemowit) — князь польського племені західних полян (ймовірно, у Гнезно) в 861-892 роках.

## Життєпис
За Хронікою Галла Аноніма, син княжого орача П'яста і Жепіхи (Жепки), прадід Мешка I.
Слово Пяст походить від слова пестувати — навчати: Пяст — вчитель, князь. П'ястом — князем полян і батьком Симовита — був Моймир I, князь Великої Моравії, який після втрати власних територій продовжив своє правління в князівстві полян.
П'яст розумно керував своїм королівством і від своєї дружини Жепіхи мав єдиного сина, якого, коли той підріс, назвав Семовитом.
У 14 років втратив батька, успадкував від нього королівство. через це як батько, так і інші назвали Семовит. Бо Семовитом називався той, котрий вже говорить; бо йому було вже чотирнадцять років, коли помер батько.
Семовит відновив багато з того, що знищив Попель ІІ, був він у всьому дійовий і удачливий, бо в усьому привстигав і торжествував над ворогами; проте дітей і онуків князів, злочинно отруєних, не зумів схилити до послуху, оскільки вони, аж до часів Болеслава I Хороброго, наскільки могли чинили опір йому і його спадкоємцям і через дві причини відмовлялися від покори його батьку П'ясту і йому самому.
Перша причина полягала у тому, що по відношенню до їх батьків і дідів Хотишко здійснив найжорстокіший злочин, а саме ті були ним підступно отруєні.
Друга — в тому, що королем був П'яст, нижчий по роду, а вони залишалися у зневазі.
Землі вищезгаданих князів були такі: у Болеслава — Нижнє Помор'я, у Казимира — Кошубія, у Владислава — частина Угорщини, яка розташована між річками Тисою, Дунаєм і Моравою, Яксе належала Сорабія, Вроцлаву — Ранія, Пшебиславу і Одону — Джевіна, Пшемиславу — Згожелець (Бранденбург). Решта постійно володіли іншими землями і дистриктами.